# Schwindegg
Schwindegg là một đô thị thuộc huyện Mühldorf bang Bayern nước Đức